# پراکس ماکس (محیط مجازی)
پراکس‌ماکس (به انگلیسی: Proxmox Virtual Environment)
یک نرم‌افزار متن‌باز برای محیط مجازی سازی سرور است.
در سال 2005، مارتین ماورر و دیتمار ماورر شرکت Proxmox Server Solutions GmbH را تأسیس کردند.
سه سال بعد، در سال 2008، اولین نسخه پایدار 0.9 Proxmox Virtual Environment، پلت فرم مجازی سازی سرور منبع باز ما، راه اندازی شد. این راه حل اولین راه حل در نوع خود است که مجازی سازی مبتنی بر کانتینر و هایپروایزرهای KVM را در یک پلتفرم واحد ترکیب می کند و به کاربران امکان می دهد آن را با رابط وب یکپارچه مدیریت کنند.
محصولات و خدمات Proxmox شما را قادر می سازد تا یک زیرساخت فناوری اطلاعات مقرون به صرفه، ایمن و منبع باز را راه اندازی کنید.